# Ștefan Berceanu
Ștefan Berceanu (n. 26 septembrie 1914, Măceșu de Jos, Dolj – d. 9 noiembrie 1990, București) a fost un medic și dramaturg român, membru post-mortem al Academiei Române.

## Opera literară
- Spre bunele tărâmuri (jurnal de călătorie), 1984
- Cartea interferentelor, 1985
- Cheile orașului Breda (piesă de teatru), 1988
- Pădurea
- Străinii

## Opera științifică
- Progrese recente in terapeutica medicala (1965)
- Sistemul reticulo-endotelial (1967)
- Imunologie și imunopatologie (1968)
- Biologia celulelor sistemului limfo-reticulo-hematopoetic in culturi de tesuturi (1969)
- Imunologie, imunochimie, imunopatologie (1975)
- Hematologie clinică (1977)
- Biologia si patologia imunitatii (1981)
- Hematologie comparata (1985)
- Mică enciclopedie de boli interne (1986).